# Olla a presión

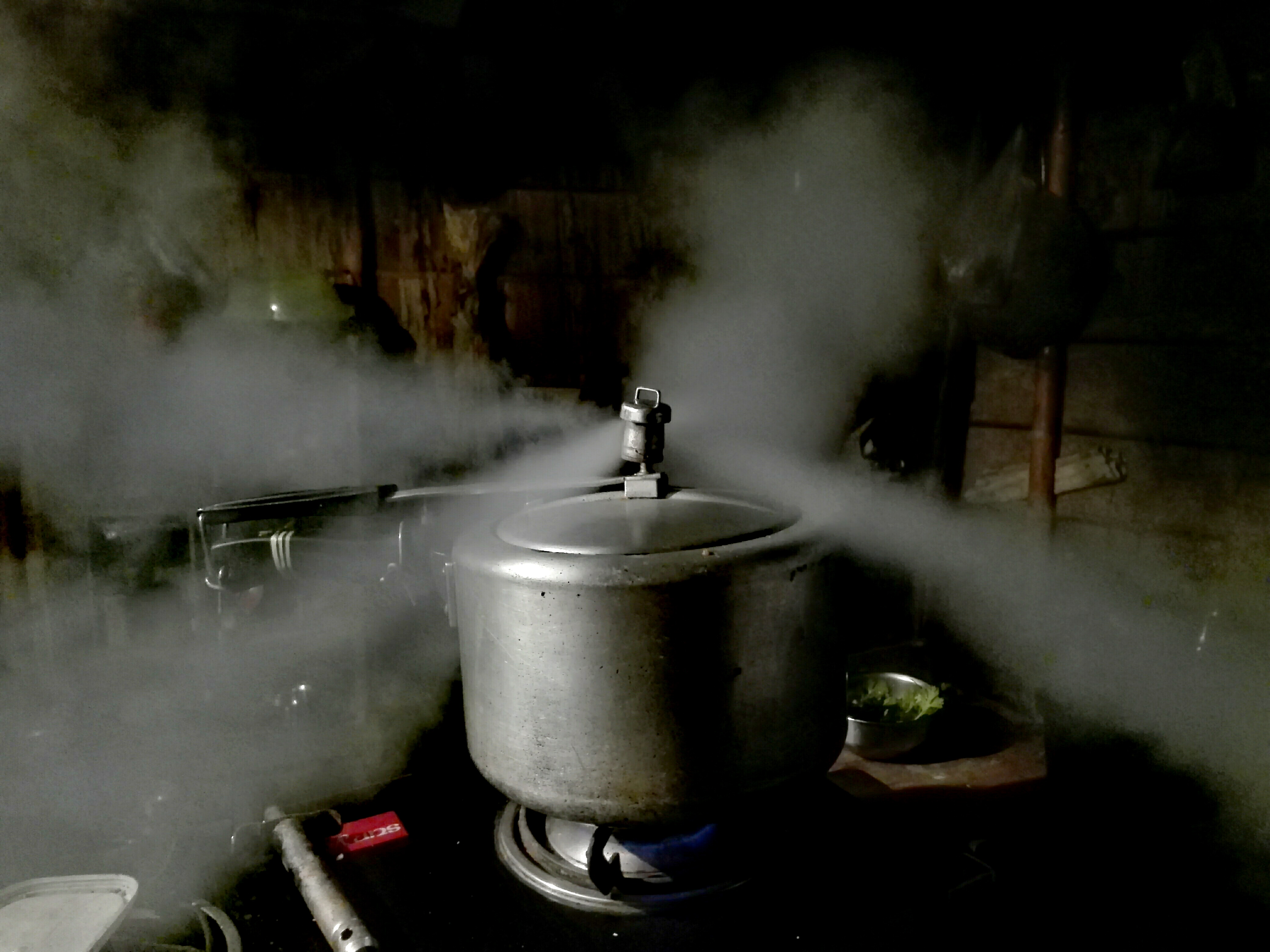
Una olla a presión liberando todo el vapor que contiene dentro; 2021.

Una olla a presión, también llamada olla exprés u olla pitadora, es un recipiente hermético para cocinar que puede alcanzar presiones más altas que la atmosférica. Debido a que el punto de ebullición del agua aumenta cuando se incrementa la presión, el cierre hermético de la olla permite elevar la temperatura de ebullición por encima de 100 °C (212 °F), en concreto hasta unos 120 °C. Generalmente, se utiliza para conseguir en un período de tiempo más corto los mismos efectos del estofado o de la cocción normal.
Esto se explica porque la velocidad de reacción de la cocción, que es una reacción química, aumenta en forma importante con la temperatura de acuerdo a la Ecuación de Arrhenius, que en muchos casos hace que la velocidad de reacción aumente al doble por cada 5 °C de incremento de la temperatura. Así, al cocinar por ejemplo a 105 °C, la cocción de algunos alimentos puede requerir la mitad del tiempo que el que necesitaría a 100 °C.
El funcionamiento consiste en que el recipiente tiene una válvula que limita la presión, liberando el vapor cuando se llega a un límite establecido (entre 50 y 120  kilopascales); normalmente, la presión levanta un contrapeso, la gravedad empuja dicho contrapeso hacia abajo, pero cuando la presión de vapor es superior a la fuerza de gravedad junto al peso de la válvula, está la levanta, permitiendo que el vapor escape, manteniendo la presión constante (y por lo tanto la temperatura) durante el proceso de cocción. En las primeras ollas la presión se conseguía mediante un peso calibrado sobre un orificio de la tapadera de la olla. Actualmente hay ollas cuya válvula funciona mediante un muelle(similar a un pistón), como puede verse en la figura. Además, tiene otra válvula de seguridad regulada a una presión superior a la normal de funcionamiento, porque si la presión interna (y por tanto, la temperatura) es demasiado alta debida a la obstrucción de la válvula principal, entraría en acción esta válvula de seguridad, dejando escapar la presión para evitar una explosión. En las ollas más antiguas, carecían de esta válvula adicional de seguridad, por lo que era más probable la explosión de la olla debido a la obstrucción de la válvula principal, debido a esto, se implantó un sistema en la tapa que consistía en un fusible o un tapón, generalmente hecha de goma, silicona o una aleación metálica que la presión empujaría hacia fuera (igual que un corcho sale disparado en una botella de champagne) en caso de que la presión alcanza un punto peligrosamente alto, este fusible, saldría disparada dejando salir toda la presión; a pesar de ser un sistema rudimentario, fue pionero en hacer de las ollas a presión seguras para el hogar. Hoy en día, las válvulas de seguridad, son generalmente de muelle, que a diferencia de un fusible, deja escapar la presión de forma segura y controlada.
Las modernas ollas a presión se fabrican normalmente en aluminio o acero inoxidable.

## Historia y evolución
El primer intento conocido de cocinar a presión ocurrió en 1679 cuando el físico francés, Denis Papin, que es más conocido por su trabajo sobre el poder del vapor, inventó el digesteur o "digestor a vapor" en un esfuerzo por reducir el tiempo necesario para cocinar alimentos. Este recipiente hermético utilizaba presión de vapor para incrementar el punto de ebullición del agua y como resultado cocinar más rápido, de manera que la carne y otros alimentos podían cocinarse en menos tiempo que en las ollas convencionales usadas en aquellos tiempos
Papin presentó su invento en la «Royal Society» de Londres en el año 1681, pero la novedad no prosperó y quedó como un estudio científico más. Sin embargo, este trabajo le sirvió para que fuera admitido como miembro de dicha sociedad científica. Habría que esperar hasta el siglo XX para que se popularizase el invento y se fabricaran ollas a presión.

Esquema de funcionamiento de una válvula de olla a presión. En condiciones normales el muelle mantiene la válvula cerrada. A medida que la olla se calienta la presión interior aumenta y empuja la válvula hasta que la espita queda libre, lo que permite la salida de los gases (aire y vapor de agua) al exterior y limita la presión en el interior. El pequeño tamaño del orificio de salida produce el característico silbido de las ollas antiguas, por el cual también se les llama "olla pitadora".

En 1919 se concede la primera patente de lo que se denominó olla express a José Alix Martínez, residente en Zaragoza (España). Así aparece con el número de patente 71143, con raíces en lo que en Francia llaman: 'Coccotte'.
En España ya se empieza a distribuir la olla de Bellvis que se denomina por sus diseñadores como olla express.
En 1938 el alemán Alfred Vischler presentó su "Flex-Seal Speed Cooker" en Nueva York. Aunque la idea de Vischler era buena, el producto que captó la atención de las amas de casa fue la olla de presión "Presto", que aparece en 1939 en una feria mundial en Nueva York. Tuvo éxito principalmente debido a su tapa fácil de cerrar eliminando la necesidad de pinzas y tuercas de otros modelos.
Otra patente se concedió en Francia, en 1948, cuando M. Devedjian fabricó un modelo de cocción rápida al que llamó cocotte minute. En 1952 George Laverne perfeccionó el invento con un nuevo modelo de ollas de gran capacidad (300 litros) que llevaban un sistema de cierre especial. Este modelo tuvo un gran éxito y fue adquirido por el ejército francés.
Al año siguiente, en 1953, sale a la luz la supercocotte SEB (Société d’Emboutissage de Bourgogne) fabricada por los hermanos Lescure. En 1954 la patente SEB se comercializa en España con el nombre de SEB-MAGEFESA y las ollas se fabrican en un taller de ferretería ubicado en Algorta.
A partir de 1978 las ollas a presión se hacen cada vez más completas y rápidas, perfeccionando los mecanismos de cierre y de seguridad, proporcionando así una mayor presión y una cocción más rápida. Lo que más ha evolucionado es la válvula. Los últimos modelos llevan un sistema llamado Food Control que además de indicar la presión evacua el oxígeno del interior de la olla[cita requerida]. Al indicar la ausencia de presión la persona que manipula la olla sabe que puede abrirla con toda seguridad, y al cocinar sin oxígeno se consigue que los alimentos conserven intactas sus propiedades y su color natural.

## Funcionamiento
En contra de lo que se cree, en el interior de una olla a presión el agua no llega nunca a hervir. Lo que acelera la cocción es el simple incremento de la temperatura del agua.
Si se observa el diagrama de la figura, la ebullición se logrará siempre y cuando se consiga atravesar la denominada «línea de cambio de estado», la que separa las zonas de líquido (L) y gas (G) en el diagrama termodinámico. Sin embargo, cuando se cierra la tapa de la olla la mayoría del gas contenido en su interior será aire, no vapor de agua, de modo que en todo momento la presión en el interior será la suma de la debida al vapor de agua, cuya cantidad se va incrementando por efecto de la evaporación a medida que aumenta la temperatura, y al aire, a cuya presión parcial se debe que a medida que se calienta la olla la presión en el interior se aleje más y más de la de saturación, lo que impide la ebullición del agua en el interior de la olla; es decir, la línea de cambio de estado no corta nunca a la línea 1→2 que representa la evolución de las condiciones de presión y temperatura en el interior de la olla.
Del mismo modo, una vez alcanzada la presión máxima que determina la válvula (por su peso o por un muelle) en el interior de la olla, ésta no puede modificarse, y mantenerla a fuego fuerte no acelera la cocción sino que simplemente incrementa la evaporación de agua y las pérdidas de vapor por la válvula.
Excepcionalmente puede producirse la ebullición de darse un enfriamiento rápido de la mezcla de aire y vapor de agua; por ejemplo, si se quiere abrir rápidamente la olla y se coloca bajo un chorro de agua. Este chorro de agua enfría las paredes del recipiente, lo que provoca la condensación del vapor de agua y un rápido descenso de la presión en el interior de la olla de modo que se alcanza la línea de cambio de estado (2→3), y se produce la ebullición súbita del agua, con una virulencia que puede provocar incluso que el líquido escape por la junta de estanquidad del recipiente o la propia válvula. Otro tanto sucede si la olla se abre cuando aún está a presión, con el consiguiente riesgo de sufrir quemaduras por las salpicaduras de líquido caliente o el propio vapor (o que incluso la olla misma pueda hacer explosión).
Los montañeros también usan ollas a presión para cocinar, ya que de otro modo la cocción de los alimentos se torna muy difícil. A la altura del nivel del mar la presión atmosférica es de 1 atmósfera y la temperatura de ebullición en una cazuela abierta es de 100 °C. Sin embargo, a mayor altitud la presión atmosférica es menor y, por tanto, la temperatura a la que hierve el agua disminuye, como describía Charles Darwin en el Viaje del Beagle:

En el lugar en el que dormimos el agua hervía necesariamente a una menor temperatura que a menor altitud debido a la disminución de la presión atmosférica, siendo el caso el contrario al de la olla de Papin. Así, las patatas después de estar varias horas cociéndose en agua estaban casi como al principio. Se dejaron incluso las patatas al fuego durante toda la noche y al hervirlas de nuevo a la mañana siguiente aún no estaban cocinadas. Recordé esto mientras escuchaba a mis compañeros discutir acerca de la causa de aquello; ellos habían llegado a la conclusión de que las malditas patatas no eran para cocer.

## Generaciones
Hay tres generaciones de ollas a presión:

### Primera generación

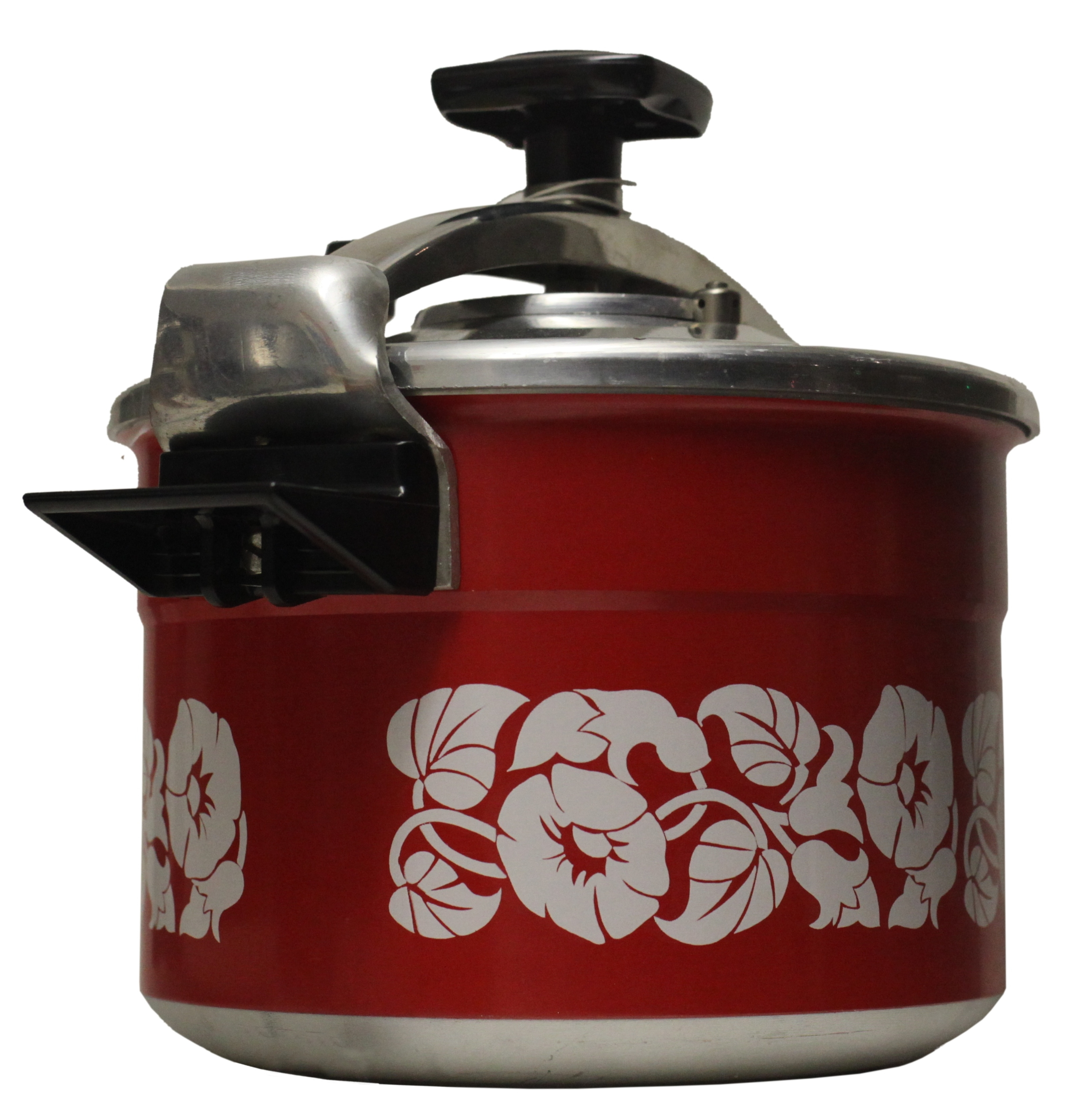
Super cocotte décor SEB, 1973. Cuerpo de aluminio, lacado de poliamida, con una tapa de aluminio en relieve y un estribo de acero inoxidable. Exhibida en el Museo galo-romano de Fourvière, Lyon. 18/10

También conocida como "viejo tipo" de ollas a presión, operan con una válvula "movediza", o modificada por la presión que producen, que es el resultado de situar un peso, F, sobre un orificio de sección determinada, S, (P = F / S), que libera la presión en exceso cuando en el interior del recipiente se alcanza la determinada por la válvula. Algunas personas podrían considerarlas ruidosas o muy ruidosas porque la válvula modificada por el peso funciona de manera similar al pistón en una máquina de vapor. Se caracterizan por ofrecer un solo nivel de presión, con la excepción de algunas nuevas ollas a presión de "viejo estilo", que permiten al operador cambiar el peso de la válvula modificada por el peso.
Incluso hoy en día, muchos de las ollas a presión modernas más económicas son básicamente variantes en las ollas de primera generación, aunque con nuevas características de seguridad, tales como un mecanismo que evita que la olla se abra por cualquier medio una vez que se comienza a tener presión, hasta que esté completamente despresurizada.

### Segunda generación
Estas operan con una válvula accionada por resorte, que a menudo se oculta a la vista en un mecanismo propietario. Esta generación se caracteriza por dos o más ajustes de presión. Algunas de estas ollas a presión no liberan vapor durante el funcionamiento (no-ventilación) y en su lugar utilizan un indicador de aumento con marcas para mostrar el nivel de presión. Estas sólo liberan vapor cuando se abre la bandeja o, como medida de seguridad, si la fuente de calor no se reduce lo suficiente cuando la olla alcanza la presión de cocción deseada. Otras utilizan un dial que el operador puede avanzar mediante un par de clics (que ajusta un resorte que se encuentra más abajo) para cambiar el ajuste de la presión o la presión de liberación; éstas liberan vapor durante el funcionamiento (ventilación).

### Tercera generación: olla a presión eléctrica

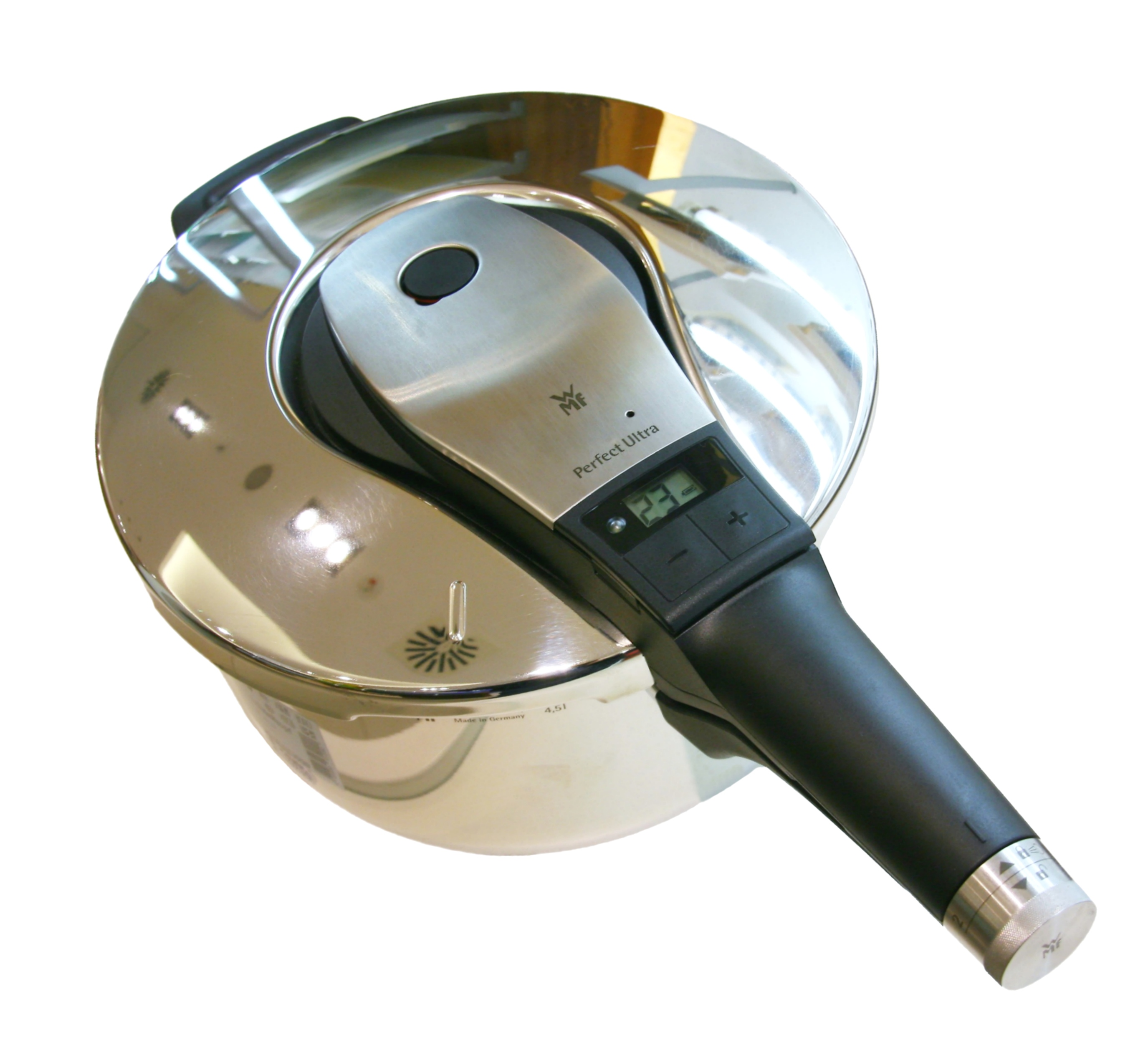
Olla a presión eléctrica

Tras las ollas a presión sobre fogones, en 1991 vinieron las ollas a presión eléctricas, llamadas también ollas a presión de "tercera generación".
Éstas incluyen una fuente de calor eléctrica que se regula automáticamente para mantener la presión de funcionamiento. También incluyen una válvula accionada por resorte (como las descritas más arriba para las de segunda generación). Este tipo de olla a presión no se puede abrir con un método de liberación rápida por agua fría y debe ser operada con precaución cuando se libera vapor a través de la válvula, especialmente durante la cocción de alimentos y líquidos espumosos (lentejas, frijoles, granos, leche, salsa, etc.)
Una olla de presión eléctrica integra un temporizador. Dependiendo de la capacidad de control de la cocción, hay tres sub-generaciones de ollas a presión eléctricas:
- Primera generación con temporizador mecánico. No hay capacidad de cocción retardada.
- Segunda generación con controlador digital. Posibilitan el cocinado retardado y el controlador muestra un temporizador de cuenta atrás, cuando se alcanza la presión de trabajo.
- Tercera generación, con programación inteligente.[2]

La programación inteligente incluye tiempos de cocción preestablecidos y la configuración, basada en la intensidad de calentamiento, temperatura, presión y duración. Las ollas de presión programables se han convertido en algo tan intuitivo como el microondas, pero con más resultados más apetecibles, y con mayor capacidad de programación.
Algunas ollas son multifuncionales (multicookers, también denominadas multiollas o multicocinadoras), con varias funciones: olla a presión, salteadora/doradora, olla de cocción lenta, olla arrocera, yogurtera, olla vaporera y calentadora(que también se puede utilizar para mantener calientes los alimentos).